# Саша Марковић (фудбалер, 1991)
Саша Марковић (Брус, 13. март 1991) српски је фудбалер. Игра у везном реду, а тренутно наступа за ОФК Београд.

## Каријера
Марковић је почео да тренира фудбал у Копаонику из Бруса. Након тога је био у млађим селекцијама Партизана а затим је прешао у ОФК Београд. За сениорски тим ОФК Београда је дебитовао у сезони 2008/09.
У јуну 2011. потписао је четворогодишњи уговор са Партизаном. За Партизан је дебитовао против Генка у квалификацијама за Лигу шампиона, а свој први гол је постигао против чачанског Борца. Постигао је и гол у групној фази Лиге Европе у сезони 2012/13. против Рубина из Казања. Такође је постигао гол у групној фази Лиге Европе у сезони 2014/15, против Бешикташа у Истанбулу. Са Партизаном је освојио три пута шампионску титулу. Одиграо је укупно 88 утакмица, рачунајући сва такмичења и постигао 11 голова.
У јуну 2015. је потписао за шпанског друголигаша Кордобу. Две и по године је био у Кордоби након чега је отишао на Кипар где је играо за тамошње прволигаше Аполон из Лимасола и Олимпијакос из Никозије. У јануару 2023. се вратио у српски фудбал и потписао за суперлигаша новосадску Младост. Са екипом Младости је испао из Суперлиге Србије на крају такмичарске 2022/23. У августу 2023. се вратио у ОФК Београд.

## Трофеји
Партизан
- Суперлига Србије (3) : 2011/12, 2012/13, 2014/15.[9]